# Ectocarpus siliculosus
Ectocarpus siliculosus es un alga parda filamentosa (Heterokontophyta) propia de zonas templadas y costeras. Su genoma fue el primer genoma macroalgal pardo en ser secuenciado, con la expectativa de que sirviera como un modelo genético y genómico para las macroalgas marrones.

## Hábitat y distribución
Se distribuye por todo el globo, en las zonas sublitorales y en el intermareal fijada a rocas, bloques u otras algas.

## Variedades y formas
Listado de variedades y formas según el Registro Mundial de Especies Marinas:
- Ectocarpus siliculosus var. adriaticus (Ercegovic) Cormaci & G.Furnari, 1987.
- Ectocarpus siliculosus var. arctus (Kützing) Gallardo, 1992.
- Ectocarpus siliculosus var. dasycarpus (Kuckuck) Gallardo, 1992.
- Ectocarpus siliculosus var. divergens Schiffner, 1933.
- Ectocarpus siliculosus var. elongatus Schiffner.
- Ectocarpus siliculosus var. hiemalis (P.L.Crouan & H.M.Crouan) Gallardo, 1992.
- Ectocarpus siliculosus var. megacarpus Schiffner.
- Ectocarpus siliculosus var. pygmaeus (J.E. Areschoug) Gallardo, 1992.
- Ectocarpus siliculosus var. subulatus (Kützing) T.Gallardo, 1992.
- Ectocarpus siliculosus var. venetus (Kützing) Gallardo, 1992.
- Ectocarpus siliculosus f. maior (Ercegovic) Antolic & Span, 2010.
- Ectocarpus siliculosus f. varians Kuckuck, 1892.